# Craintilleux
Craintilleux [kʁɛ̃tijø] est une commune française située dans le département de la Loire en région Auvergne-Rhône-Alpes, et faisant partie de Loire Forez Agglomération.
Ses habitants sont appelés les Craintillois et les Craintilloises.

## Géographie
La commune se situe au sud de la plaine du Forez, à 15 km au sud-est de Montbrison et à 26 km au nord-ouest de Saint-Étienne. La commune s'étend sur 8,2 km².
Communes limitrophes :

### Climat
Pour des articles plus généraux, voir Climat d'Auvergne-Rhône-Alpes et Climat de la Loire.
En 2010, le climat de la commune est de type climat océanique dégradé des plaines du Centre et du Nord, selon une étude du Centre national de la recherche scientifique s'appuyant sur une série de données couvrant la période 1971-2000. En 2020, Météo-France publie une typologie des climats de la France métropolitaine dans laquelle la commune est exposée à un climat de montagne ou de marges de montagne et est dans la région climatique Nord-est du Massif Central, caractérisée par une pluviométrie annuelle de 800 à 1 200 mm, bien répartie dans l’année.
Pour la période 1971-2000, la température annuelle moyenne est de 11 °C, avec une amplitude thermique annuelle de 17 °C. Le cumul annuel moyen de précipitations est de 636 mm, avec 8 jours de précipitations en janvier et 6,3 jours en juillet. Pour la période 1991-2020, la température moyenne annuelle observée sur la station météorologique de Météo-France la plus proche, « Saint-Étienne-Bouthéon », sur la commune d'Andrézieux-Bouthéon à 7 km à vol d'oiseau, est de 11,9 °C et le cumul annuel moyen de précipitations est de 728,3 mm,. Pour l'avenir, les paramètres climatiques de la commune estimés pour 2050 selon différents scénarios d'émission de gaz à effet de serre sont consultables sur un site dédié publié par Météo-France en novembre 2022.

## Urbanisme

### Typologie
Au 1er janvier 2024, Craintilleux est catégorisée bourg rural, selon la nouvelle grille communale de densité à sept niveaux définie par l'Insee en 2022.
Elle est située hors unité urbaine. Par ailleurs la commune fait partie de l'aire d'attraction de Saint-Étienne, dont elle est une commune de la couronne,. Cette aire, qui regroupe 105 communes, est catégorisée dans les aires de 200 000 à moins de 700 000 habitants,.

### Occupation des sols
L'occupation des sols de la commune, telle qu'elle ressort de la base de données européenne d’occupation biophysique des sols Corine Land Cover (CLC), est marquée par l'importance des territoires agricoles (81,5 % en 2018), en diminution par rapport à 1990 (83,2 %). La répartition détaillée en 2018 est la suivante : 
prairies (39,7 %), terres arables (26,9 %), zones agricoles hétérogènes (14,9 %), zones urbanisées (8 %), eaux continentales (6,2 %), espaces verts artificialisés, non agricoles (4,3 %). L'évolution de l’occupation des sols de la commune et de ses infrastructures peut être observée sur les différentes représentations cartographiques du territoire : la carte de Cassini (XVIIIe siècle), la carte d'état-major (1820-1866) et les cartes ou photos aériennes de l'IGN pour la période actuelle (1950 à aujourd'hui).

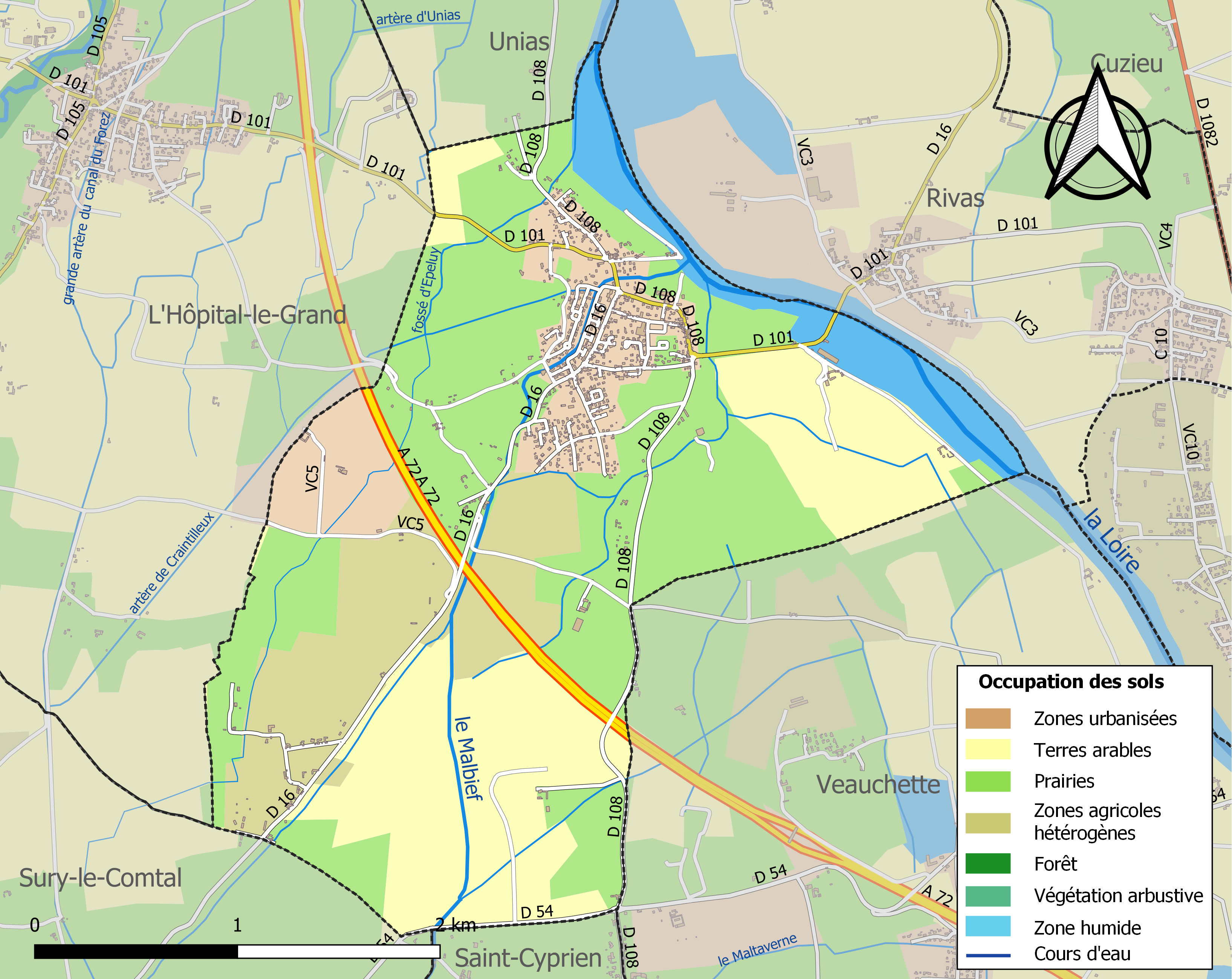
Carte des infrastructures et de l'occupation des sols de la commune en 2018 (CLC).

## Histoire
Le village de Craintilleux a un passé riche d'histoire. dès 1116 une église reliée à La Chaise Dieu existe. En 1233, le prieuré Saint-Léger est construit. Le village se trouve sur la route de Lyon à La Chaise Dieu (de 2001 à 2014, la commune était un membre actif du réseau des sites casadéens). C'est à ce moment-là que prend naissance l'essor du village. En 1629, le Comte de Rostaing est seigneur de Craintilleux.
En 1863, le Maire lance une grande souscription pour permettre la construction d'un pont reliant Craintilleux à Rivas. Le passage entre les deux rives était source de nombreuses noyades.
En 1978, le toit de l'église est sérieusement endommagé par un violent orage. La mairie doit se résoudre à faire tout refaire.
En décembre 1999, la tempête endommage les vitraux. ils seront tous rénovés à l'identique en 2002. La mairie de l'époque fera rénover la rosace laissée sans décor.
En 1998, le pont à double circulation est réalisé. Il est inauguré en octobre 1999. il a été financé par le conseil général de la Loire a hauteur de 16 millions de francs

En 2013, la municipalité inaugure une nouvelle zone commerciale. Depuis plus de 10 ans la commune voyait ses commerces disparaitre petit à petit. Dès 2003, la municipalité avait décidé de mettre en œuvre une politique de redynamisation du village. un partenariat avec la société forézienne de promotion a été mis en place. Ainsi fin 2013, un commerce de proximité alimentaire et une boulangerie ont vu le jour et le bar du village déplacé.

## Politique et administration
Aux élections municipales de 2014, la liste "Craintilleux d'abord" conduite par Georges Thomas a obtenu 54,46 % des voix. Le taux de participation est de 77,82 %.
| Période                                  | Période   | Identité           | Étiquette               | Qualité |
| ---------------------------------------- | --------- | ------------------ | ----------------------- | ------- |
| Les données manquantes sont à compléter. |           |                    |                         |         |
| mars 1967                                | 2001      | Jean-Pierre Forest | Majorité départementale |         |
| mars 2001                                | mars 2014 | Pierre Rochette    | SE                      |         |
| mars 2014                                | En cours  | Georges Thomas     | SE                      |         |

Craintilleux faisait partie de la communauté de communes Forez Sud en 1996, puis de la communauté d'agglomération de Loire Forez de 2003 à 2016 et a ensuite intégré Loire Forez Agglomération.

## Démographie
L'évolution du nombre d'habitants est connue à travers les recensements de la population effectués dans la commune depuis 1793. Pour les communes de moins de 10 000 habitants, une enquête de recensement portant sur toute la population est réalisée tous les cinq ans, les populations de référence des années intermédiaires étant quant à elles estimées par interpolation ou extrapolation. Pour la commune, le premier recensement exhaustif entrant dans le cadre du nouveau dispositif a été réalisé en 2008.

En 2022, la commune comptait 1 337 habitants, en évolution de +2,53 % par rapport à 2016 (Loire : +1,32 %, France hors Mayotte : +2,11 %).
| 1793 | 1800 | 1806 | 1821 | 1831 | 1836 | 1841 | 1846 | 1851 |
| ---- | ---- | ---- | ---- | ---- | ---- | ---- | ---- | ---- |
| 188  | 214  | 239  | 312  | 311  | 330  | 404  | 420  | 318  |

| 1856 | 1861 | 1866 | 1872 | 1876 | 1881 | 1886 | 1891 | 1896 |
| ---- | ---- | ---- | ---- | ---- | ---- | ---- | ---- | ---- |
| 324  | 356  | 367  | 402  | 420  | 483  | 447  | 480  | 448  |

| 1901 | 1906 | 1911 | 1921 | 1926 | 1931 | 1936 | 1946 | 1954 |
| ---- | ---- | ---- | ---- | ---- | ---- | ---- | ---- | ---- |
| 441  | 417  | 364  | 348  | 354  | 354  | 328  | 298  | 318  |

| 1962 | 1968 | 1975 | 1982 | 1990 | 1999 | 2006  | 2008  | 2013  |
| ---- | ---- | ---- | ---- | ---- | ---- | ----- | ----- | ----- |
| 346  | 322  | 403  | 668  | 752  | 900  | 1 082 | 1 134 | 1 223 |

| 2018  | 2022  | - | - | - | - | - | - | - |
| ----- | ----- | - | - | - | - | - | - | - |
| 1 352 | 1 337 | - | - | - | - | - | - | - |

## Lieux et monuments
- Église Saint-Léger : une église est attestée au XIIe siècle et un prieuré au XIIIe siècle. Clocher du XVIe siècle. Reconstruction de 1845 à 1867 dans un style néogothique. Cloche de 1727 classée Monument Historique.
- Étang de la Ronze : étang privé de 12 hectares faisant l'objet d'un arrêté de protection du biotope. Accueille une des plus grandes colonies de mouettes rieuses d'Europe : 3000 à 5000 couples viennent nicher chaque année d'avril à juillet[23].
- Monument aux morts : situé sur le parvis de l'église.
- Fontaine Saint-Maurice : source historique connue depuis le XVIe siècle.
- Golf du Forez : Installé sur le domaine des Presles, ce golf de 18 trous est associatif. Jusqu'en 2014 une référence à ce golf existait sur le logo communal.

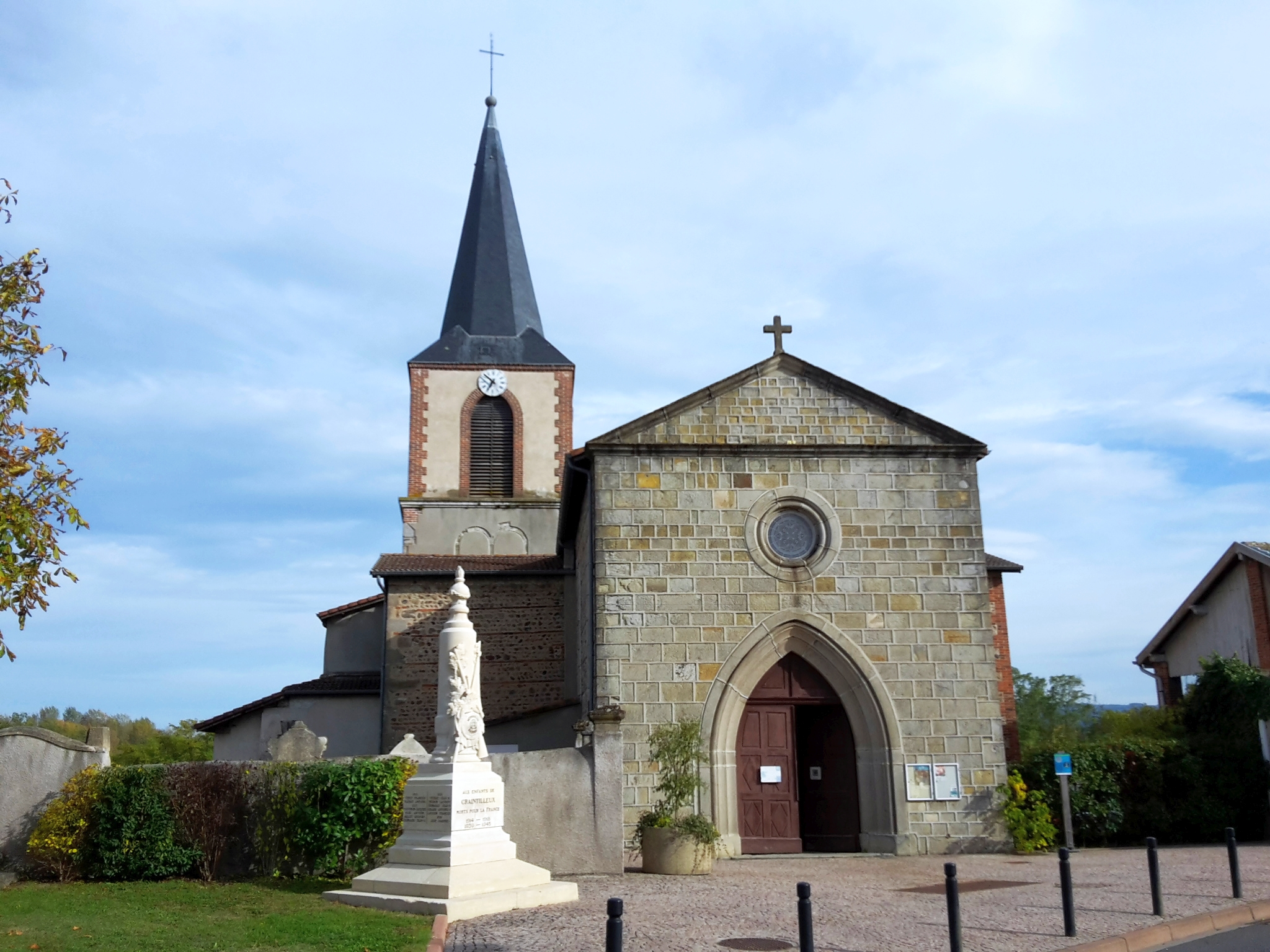
Église Saint-Léger
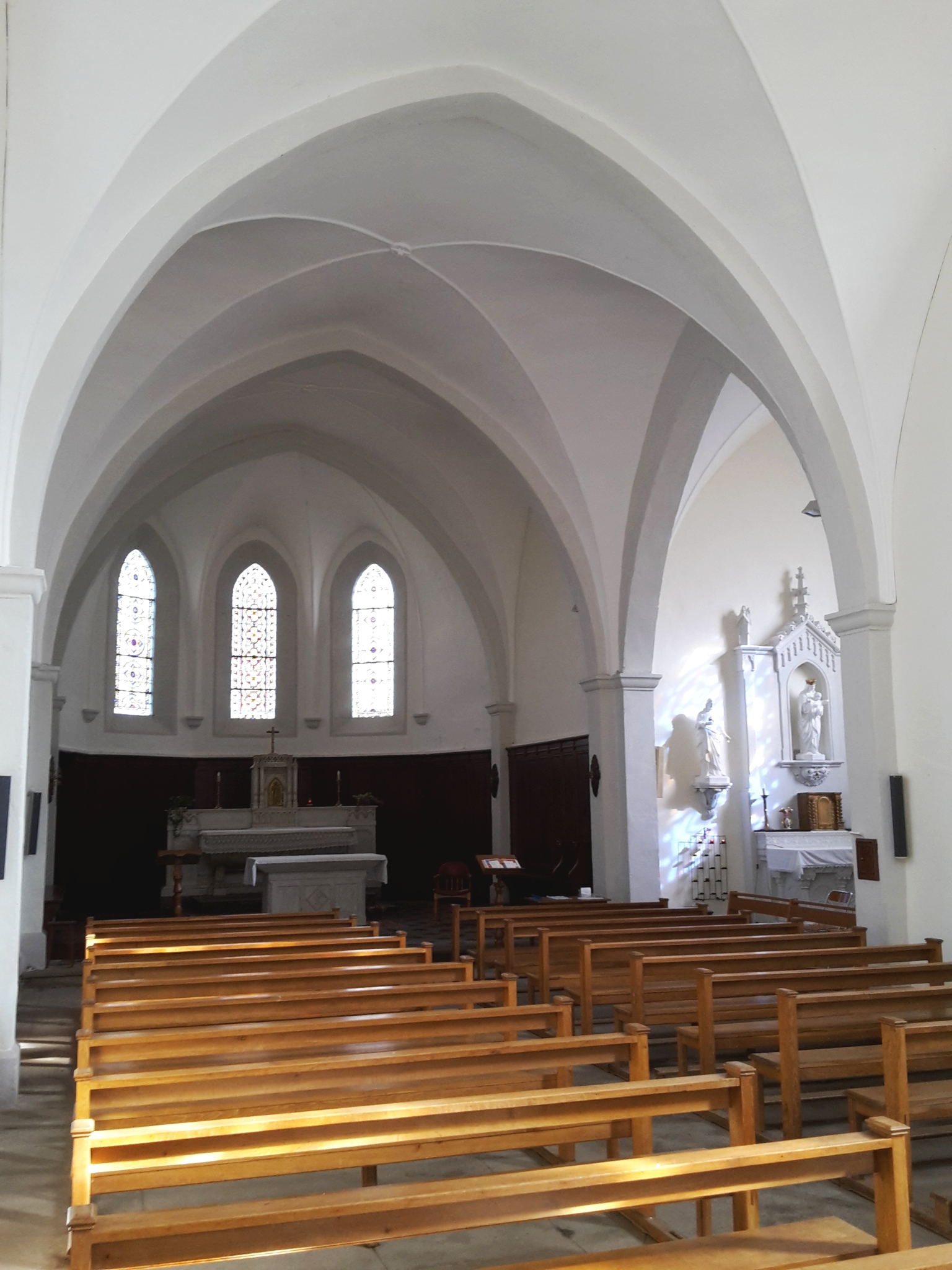
Intérieur de l'église
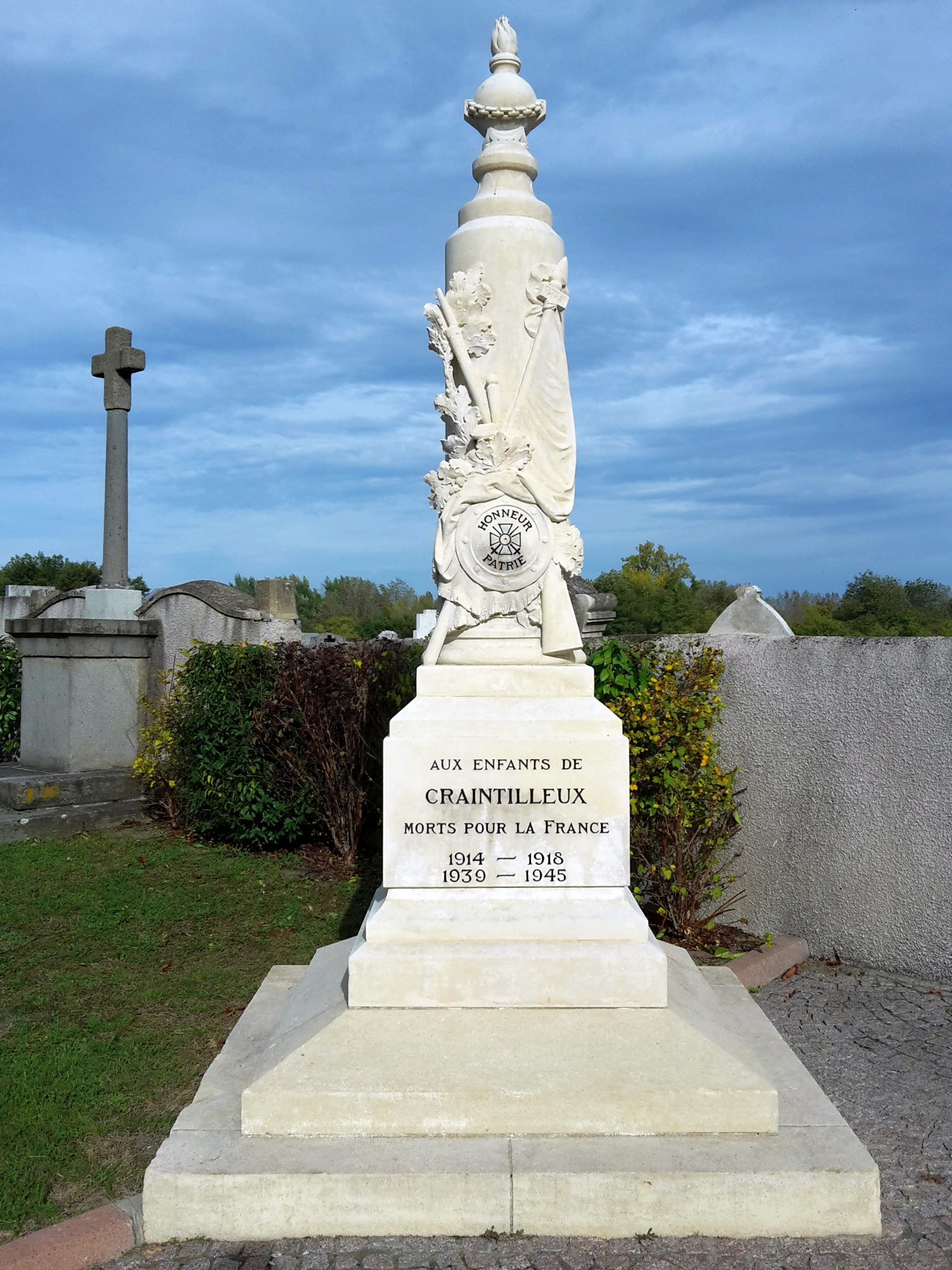
Monument aux morts

## Personnalités liées à la commune
Jacques Thion, né en 1940, fondateur de la Compagnie des Archers de Craintilleux. Champion de France Handisports à plusieurs reprises. Médaille olympique de bronze des Jeux paralympiques en tir à l'arc en 1980 à Arnhem (Pays-Bas) et 1984 à Stocke-Mandeville (Grande-Bretagne). Organisateur à Craintilleux des Championnats de France Handisports de tir à l'arc en 1986 , 1987 et 1988.